# Enrique Liñeyro
Enrique Liñeyro (fl. XX secolo) è stato un arbitro di calcio argentino.

## Carriera
Nel campionato 1927 esordì nella massima serie argentina, dirigendo Tigre-Excursionistas il 18 settembre, giorno del 24º turno di incontri. Nella Primera División 1928 fu impiegato per la prima volta dalla Federazione alla 2ª giornata; fu designato per Boca Juniors-Racing Club. Nel Concurso Estímulo 1929 scese per la prima volta in campo alla 3ª giornata: gli fu assegnata la gara Almagro-Estudiantes La Plata, per il gruppo "Pari". Nel corso della Primera División 1930 debuttò nel 4º turno; arbitrò Lanús-Gimnasia La Plata. Prese parte, poi, alla Primera División 1931, la prima edizione professionistica del campionato argentino, organizzata dalla Liga Argentina de Football. In tale competizione diresse per la prima volta il 4 giugno 1931, al 2º turno, arbitrando Argentinos Juniors-Independiente; al termine del campionato contò 21 presenze. Continuò l'attività a livello nazionale almeno fino al 1935.